# Lysapsus
Lysapsus es un género de anfibios anuros de la familia Hylidae.
Se distribuyen por Sudamérica.

## Especies
Se reconocen las 4 siguientes según ASW:
- Lysapsus bolivianus Gallardo, 1961
- Lysapsus caraya Gallardo, 1964
- Lysapsus laevis (Parker, 1935)
- Lysapsus limellum Cope, 1862